# 20 гривень
20 гривень — номінал банкнот і монет України, які випускаються в обіг Національним банком України (НБУ) з 2 вересня 1996 року.

## Історія
У вересні 1991 року, після проголошення Україною незалежности у серпні того року на тлі розпаду Радянського Союзу, Верховною Радою УРСР було прийнято рішення щодо випуску банкнот-гривень. Однак перед введенням гривні спочатку, 1992 року, була запроваджена перехідна тимчасова валюта — купонокарбованець. Перші банкноти-гривні були випущені НБУ в обіг лише через 4 роки, під час грошової реформи 1996 року, протягом 2—16 вересня.
Зі слів автора перших банкнот сучасної України Василя Лопати, у квітні 1991 року відомих художників УРСР запросили для участі в розробці ескізів нової української валюти. До складу колективу з розробки ескізів увійшли народний художник України Олександр Данченко, заслужений діяч мистецтв України Василь Перевальський, заслужені художники України: Володимир Юрчишин, Сергій Якутович і сам Василь Лопата. Робота по створенню банкнот проходила під егідою комісії Верховної Ради України з питань економічних реформ та управління народним господарством, а також комісії з питань культури й духовного відродження. У цій роботі взяли участь народні депутати України: Лесь Танюк, Павло Мовчан, Дмитро Павличко, Володимир Яворівський, Іван Заєць й інші. Ескізи банкнот розглядала Президія Верховної Ради під головуванням Леоніда Кравчука, який затвердив ескізи, підготовлені Василем Лопатою.
Загалом, з 1996 року НБУ ввів в обіг чотири покоління 20-гривневих банкнот. Через відсутність необхідного для цього обладнання — напочатку 1990-х років банкноти доводилося друкувати у Канаді та Великій Британії. Надалі, починаючи з середини 1990-х років — вони вже друкувалися в Україні. Всі покоління є різними за дизайном, зокрема: різноманітними не лише за коліром та малюнком, але і за розміром — якщо перші дві серії мали однаковий розмір, то у третій його вже зменшили; крім цього, з кожною наступною серією — ускладнювался система їхнього захисту від підробки.
2020 року, з метою поліпшення організації готівкового обігу, НБУ заявив про вилучення з обігу банкнот, випущених до 2003 року, тобто банкнот першого (1992 року випуску) та другого покоління (1994—2001 років випуску). З 1 жовтня того року ці банкноти перестали бути законним засобом платежу.
Також, з 1 жовтня 2020 року НБУ розпочав поступове вилучення з обігу всіх банкнот третього покоління. Ці банкноти перебувають в обігу до прийняття окремого рішення Правлінням НБУ щодо їх повного вилучення.
20-гривневі банкноти третього покоління після оголошення початку вилучення з обігу залишаються дійсним платіжним засобом. Ними можна продовжувати розраховуватися, їх не потрібно спеціально обмінювати. Водночас, потрапляючи в банки, вони більше не повертаються в готівковий обіг, а вилучаються банками та передаються до НБУ для утилізації. Після встановленої НБУ дати банкноти перестають бути платіжним засобом; усі магазини, ресторани, заклади сфери побуту не приймають їх під час готівкових розрахунків за товари та послуги; встановлюється часовий період для обміну на платіжні банкноти та монети у банках.

## Опис банкнот

### Загальне оформлення
20-гривневі банкноти всіх поколіннь традиційно містять на аверсі графічний портрет Івана Франка (1856—1916) — видатного українського поета, прозаїка, драматурга, літературного критика, публіциста, перекладача, науковеця, громадського і політичного діяча; а реверс — зображення Львівського оперного театру, відкритого 1900 року.
Банкноти мали написи «Національний банк України» та «Україна» (крім третього покоління). Крім підпису Голів НБУ, банкноти першого покоління мали десятизначні номери, а всіх наступних поколіннь — дволітерні-семизначні номери. Вони друкуються на спеціальному білому папері, що має відтінок, який відповідає основному кольору банкноти.

### Елементи захисту
На сьогодні НБУ випускає банкноти, що мають сучасний дизайн та надійний захист від підроблення. Наявні елементи захисту на 20-гривневих банкнотах дозволяють гарантовано виявляти підроблені грошові знаки як при уважному візуальному та тактильному контролі без застосування спеціальних детекторів, так і за допомогою спеціального обладнання, що дозволяє перевіряти справжність банкнот в ультрафіолетовому та інфрачервоному діапазонах спектру.
| Елементи захисту             | Перше покоління | Друге покоління | Третє покоління | Четверте покоління | Пам'ятні (2016) | Пам'ятні (2021) | Пам'ятні (2023) |
| ---------------------------- | --------------- | --------------- | --------------- | ------------------ | --------------- | --------------- | --------------- |
| Водяний знак                 | Так             | Так             | Так             | Так                | Так             | Так             | Так             |
| Захисна стрічка              | Ні              | Так             | Так             | Так                | Так             | Так             | Так             |
| Рельєфні елементи            | Так             | Так             | Так             | Так                | Так             | Так             | Так             |
| Суміщений малюнок            | Ні              | Так             | Так             | Так                | Так             | Так             | Так             |
| Райдужний друк               | Ні              | Ні              | Так             | Так                | Так             | Так             | Так             |
| Антисканерна сітка           | Так             | Так             | Так             | Так                | Так             | Так             | Так             |
| Кодоване латентне зображення | Ні              | Ні              | Так             | Так                | Так             | Так             | Ні              |
| Мікротекст                   | Так             | Так             | Так             | Так                | Так             | Так             | Так             |
| Знак для сліпих              | Ні              | Так             | Так             | Так                | Так             | Так             | Так             |
| Видимі захисні волокна       | Так             | Так             | Так             | Ні                 | Ні              | Ні              | Ні              |
| Невидимі захисні волокна     | Ні              | Так             | Так             | Так                | Так             | Так             | Так             |
| Флуоресцентний номер         | Так             | Так             | Так             | Так                | Так             | Так             | Так             |
| Магнітний номер              | Так             | Так             | Так             | Так                | Так             | Так             | Так             |
| Прихований номінал           | Так             | Так             | Так             | Так                | Так             | Так             | Так             |
| Флуоресцентний друк          | Так             | Так             | Так             | Так                | Так             | Так             | Так             |
| Високий друк                 | Так             | Так             | Так             | Так                | Так             | Так             | Так             |
| Орловський друк              | Так             | Так             | Так             | Так                | Так             | Так             | Так             |
| Оптично-змінний елемент      | Ні              | Ні              | Так             | Так                | Так             | Так             | Ні              |
| «Віконна» захисна стрічка    | Ні              | Так             | Ні              | Ні                 | Так             | Ні              | Ні              |
| Елемент SPARK                | Ні              | Ні              | Ні              | Ні                 | Так             | Ні              | Так             |

| - Невидимі захисні зображення (аверс) - Невидимі захисні зображення (реверс) - Водяні знаки - Захисна стрічка |

### Перелік стандартних випусків

#### Банкноти першого покоління
Банкноти цієї серії друкувалися канадською фірмою «Canadian Bank Note Company» 1992 року. Вони мали водяний знак у формі тризубів, зображених світлими лініями, розташованими по всій площі купюр. Авторами ескізу банкнот є художники Василь Лопата й Борис Максимов.
Номер банкнот завжди починався з п'ятірки. Розмежувати номери з підписами Вадима Гетьмана чи Віктора Ющенка було неможливо, бо вони проставлялися на вже надрукованих банкнотах.
Банкноти ввели в обіг 1996 року. З 2003 року вони почали вилучатися з обігу, а 2020-го — перестали бути законним платіжним засобом.
| Перелік випусків 20-гривневих банкнот першого покоління | Перелік випусків 20-гривневих банкнот першого покоління | Перелік випусків 20-гривневих банкнот першого покоління | Перелік випусків 20-гривневих банкнот першого покоління | Перелік випусків 20-гривневих банкнот першого покоління | Перелік випусків 20-гривневих банкнот першого покоління | Перелік випусків 20-гривневих банкнот першого покоління | Перелік випусків 20-гривневих банкнот першого покоління | Перелік випусків 20-гривневих банкнот першого покоління | Перелік випусків 20-гривневих банкнот першого покоління | Перелік випусків 20-гривневих банкнот першого покоління |
| Зображення                                              | Зображення                                              | Підпис                                                  | Розміри (мм)                                            | Основний колір                                          | Опис                                                    | Опис                                                    | Дата                                                    | Дата                                                    | Дата                                                    | Дата                                                    |
| Аверс                                                   | Реверс                                                  | Підпис                                                  | Розміри (мм)                                            | Основний колір                                          | Аверс                                                   | Реверс                                                  | першого друку                                           | випуску                                                 | початок вилучення                                       | неплатіжності                                           |
| ------------------------------------------------------- | ------------------------------------------------------- | ------------------------------------------------------- | ------------------------------------------------------- | ------------------------------------------------------- | ------------------------------------------------------- | ------------------------------------------------------- | ------------------------------------------------------- | ------------------------------------------------------- | ------------------------------------------------------- | ------------------------------------------------------- |
|                                                         |                                                         | Вадим Гетьман                                           | 135 × 70                                                | Сіро-коричневий                                         | Іван Франко                                             | Львівський оперний театр                                | 1992                                                    | 2 вересня 1996                                          | 15 липня 2003                                           | 1 жовтня 2020                                           |
|                                                         |                                                         | Віктор Ющенко                                           | 135 × 70                                                | Сіро-коричневий                                         | Іван Франко                                             | Львівський оперний театр                                | 1992                                                    | 2 вересня 1996                                          | 15 липня 2003                                           | 1 жовтня 2020                                           |

#### Банкноти другого покоління
Банкноти цієї серії друкувалися на Банкнотно-монетному дворі НБУ 1995 і 2000 років. Надалі всі українські банкноти друкувалися лише на цьому підприємстві. Відомо всього три серії банкнот відповідного зразка: «СД», «СГ» і «ТБ». 
Одними із нововведень серії стало: вживлена у папір вікончаста металічна захисна стрічка, що виходила з нього 6 разів; водяний знак у вигляді портрету Франка, розташований у білому полі ліворуч купюри; знак для сліпих; суміщений малюнок.   
Банкноти ввели в обіг 1997 року. З 2010 року вони почали вилучатися з обігу, а 2020-го — перестали бути законним платіжним засобом.
| Перелік випусків 20-гривневих банкнот другого покоління | Перелік випусків 20-гривневих банкнот другого покоління | Перелік випусків 20-гривневих банкнот другого покоління | Перелік випусків 20-гривневих банкнот другого покоління | Перелік випусків 20-гривневих банкнот другого покоління | Перелік випусків 20-гривневих банкнот другого покоління | Перелік випусків 20-гривневих банкнот другого покоління | Перелік випусків 20-гривневих банкнот другого покоління | Перелік випусків 20-гривневих банкнот другого покоління | Перелік випусків 20-гривневих банкнот другого покоління | Перелік випусків 20-гривневих банкнот другого покоління |
| Зображення                                              | Зображення                                              | Підпис                                                  | Розміри (мм)                                            | Основний колір                                          | Опис                                                    | Опис                                                    | Дата                                                    | Дата                                                    | Дата                                                    | Дата                                                    |
| Аверс                                                   | Реверс                                                  | Підпис                                                  | Розміри (мм)                                            | Основний колір                                          | Аверс                                                   | Реверс                                                  | першого друку                                           | випуску                                                 | початок вилучення                                       | неплатіжності                                           |
| ------------------------------------------------------- | ------------------------------------------------------- | ------------------------------------------------------- | ------------------------------------------------------- | ------------------------------------------------------- | ------------------------------------------------------- | ------------------------------------------------------- | ------------------------------------------------------- | ------------------------------------------------------- | ------------------------------------------------------- | ------------------------------------------------------- |
|                                                         |                                                         | Віктор Ющенко                                           | 133 × 66                                                | Зелено-коричневий                                       | Іван Франко                                             | Львівський оперний театр                                | 1995                                                    | 1 вересня 1997                                          | 1 січня 2010                                            | 1 жовтня 2020                                           |
|                                                         |                                                         | Володимир Стельмах                                      | 133 × 66                                                | Зелено-коричневий                                       | Іван Франко                                             | Львівський оперний театр                                | 2000                                                    | 20 листопада 2000                                       | 1 січня 2010                                            | 1 жовтня 2020                                           |

#### Банкноти третього покоління
Банкноти цієї серії друкувалися 2003, 2005, 2011, 2013 і 2016 років. Одними із нововведень серії стало: на аверсі, біля портрету Франка, з'явився гірський пейзаж, а на реверсі — логотип НБУ та статуя Слави поряд із зображенням Львівського оперного театру, що увінчує його фронтон; оптично-змінний елемент у вигляді віньєтки з цифрою номіналу на аверсі; водяний знак представлений, крім портрету Франка, символом гривні; вживлена в папір захисна стрічка з написом «20 ГРН», тризубом, і цифрою «20» у два рядки (була використана і у наступній серії); оптично-змінний елемент; кодоване латентне зображення; та строфа вірша Франка, «Земле, моя всеплодющая мати...», написаного драгоманівкою:
|  | Земле, моjа всеплодьучаjа мати! Сили, шчо в твоjіj движесь глубині, Крапльу, шчоб в боjу сміліjше стоjати, даj і міні! |

Банкноти ввели в обіг 2003 року. З 2023 року вони почали поступово вилучатися з обігу з метою їх заміни на оновлені грошові знаки.
| Перелік випусків 20-гривневих банкнот третього покоління | Перелік випусків 20-гривневих банкнот третього покоління | Перелік випусків 20-гривневих банкнот третього покоління | Перелік випусків 20-гривневих банкнот третього покоління | Перелік випусків 20-гривневих банкнот третього покоління | Перелік випусків 20-гривневих банкнот третього покоління | Перелік випусків 20-гривневих банкнот третього покоління | Перелік випусків 20-гривневих банкнот третього покоління | Перелік випусків 20-гривневих банкнот третього покоління | Перелік випусків 20-гривневих банкнот третього покоління | Перелік випусків 20-гривневих банкнот третього покоління |
| Зображення                                               | Зображення                                               | Підпис                                                   | Розміри (мм)                                             | Основний колір                                           | Опис                                                     | Опис                                                     | Дата                                                     | Дата                                                     | Дата                                                     | Дата                                                     |
| Аверс                                                    | Реверс                                                   | Підпис                                                   | Розміри (мм)                                             | Основний колір                                           | Аверс                                                    | Реверс                                                   | першого друку                                            | випуску                                                  | початок вилучення                                        | Статус                                                   |
| -------------------------------------------------------- | -------------------------------------------------------- | -------------------------------------------------------- | -------------------------------------------------------- | -------------------------------------------------------- | -------------------------------------------------------- | -------------------------------------------------------- | -------------------------------------------------------- | -------------------------------------------------------- | -------------------------------------------------------- | -------------------------------------------------------- |
|                                                          |                                                          | Сергій Тігіпко                                           | 130 × 69                                                 | Зелений                                                  | Іван Франко                                              | Львівський оперний театр                                 | 2003                                                     | 1 грудня 2003                                            | 1 січня 2023                                             | В обігу                                                  |
|                                                          |                                                          | Володимир Стельмах                                       | 130 × 69                                                 | Зелений                                                  | Іван Франко                                              | Львівський оперний театр                                 | 2005                                                     | 1 серпня 2005                                            | 1 січня 2023                                             | В обігу                                                  |
|                                                          |                                                          | Сергій Арбузов                                           | 130 × 69                                                 | Зелений                                                  | Іван Франко                                              | Львівський оперний театр                                 | 2011                                                     | 1 березня 2012                                           | 1 січня 2023                                             | В обігу                                                  |
|                                                          |                                                          | Ігор Соркін                                              | 130 × 69                                                 | Зелений                                                  | Іван Франко                                              | Львівський оперний театр                                 | 2013                                                     | 1 квітня 2014                                            | 1 січня 2023                                             | В обігу                                                  |
|                                                          |                                                          | Валерія Гонтарева                                        | 130 × 69                                                 | Зелений                                                  | Іван Франко                                              | Львівський оперний театр                                 | 2016                                                     | 3 квітня 2017                                            | 1 січня 2023                                             | В обігу                                                  |

#### Банкноти четвертого покоління
Банкноти цієї серії друкувалися 2018, 2021 і 2023 років. Водяний знак представлений, крім портрету Франка, цифрою номіналу. Був розміщений оптично-змінний елемент у вигляді стилізованої квітки праворуч від портрету Франка. кодоване латентне зображенням з номіналом було розташоване у правому боці аверсу, але у іншому вигляді. 
| Перелік випусків 20-гривневих банкнот четвертого покоління | Перелік випусків 20-гривневих банкнот четвертого покоління | Перелік випусків 20-гривневих банкнот четвертого покоління | Перелік випусків 20-гривневих банкнот четвертого покоління | Перелік випусків 20-гривневих банкнот четвертого покоління | Перелік випусків 20-гривневих банкнот четвертого покоління | Перелік випусків 20-гривневих банкнот четвертого покоління | Перелік випусків 20-гривневих банкнот четвертого покоління | Перелік випусків 20-гривневих банкнот четвертого покоління | Перелік випусків 20-гривневих банкнот четвертого покоління | Перелік випусків 20-гривневих банкнот четвертого покоління |
| Зображення                                                 | Зображення                                                 | Підпис                                                     | Розміри (мм)                                               | Основний колір                                             | Опис                                                       | Опис                                                       | Дата                                                       | Дата                                                       | Дата                                                       | Дата                                                       |
| Аверс                                                      | Реверс                                                     | Підпис                                                     | Розміри (мм)                                               | Основний колір                                             | Аверс                                                      | Реверс                                                     | першого друку                                              | випуску                                                    | Статус                                                     |                                                            |
| ---------------------------------------------------------- | ---------------------------------------------------------- | ---------------------------------------------------------- | ---------------------------------------------------------- | ---------------------------------------------------------- | ---------------------------------------------------------- | ---------------------------------------------------------- | ---------------------------------------------------------- | ---------------------------------------------------------- | ---------------------------------------------------------- | ---------------------------------------------------------- |
|                                                            |                                                            | Яків Смолій                                                | 130 × 69                                                   | Зелений                                                    | Іван Франко                                                | Львівський оперний театр                                   | 2018                                                       | 25 вересня 2018                                            | В обігу                                                    | В обігу                                                    |
|                                                            |                                                            | Кирило Шевченко                                            | 130 × 69                                                   | Зелений                                                    | Іван Франко                                                | Львівський оперний театр                                   | 2021                                                       | 9 листопада 2021                                           | В обігу                                                    | В обігу                                                    |
|                                                            |                                                            | Андрій Пишний                                              | 130 × 69                                                   | Зелений                                                    | Іван Франко                                                | Львівський оперний театр                                   | 2023                                                       | 24 жовтня 2023                                             | В обігу                                                    | В обігу                                                    |

### Перелік пам'ятних випусків
Пам'ятні банкноти є законними платіжними засобами нарівні із зразками звичайних випусків.

#### Пам'ятна банкнота 2016 року
1 вересня 2016 року введена в обіг пам'ятна 20-гривнева банкнота четвертого покоління, присвячена 160-річчю від дня народження Івана Франка. Вона відрізнялася від банкнот звичайного випуску SPARK-елементом у вигляді напису «160 років» та «віконної» захисної стрічки, яка виходила з товщі паперу три рази. Тираж банкноти склав один мільйон штук, а її папір вироблено з додаванням українського льону.
|  |  | Валерія Гонтарева | 130 × 69 | Зелений | Іван Франко, напис «160 років від дня народження» | Львівський оперний театр | 2016 | 1 вересня 2016 | В обігу |

#### Пам'ятна банкнота 2021 року
19 листопада 2021 року введена в обіг пам'ятна 20-гривнева банкнота четвертого покоління, присячена 30-річчю Незалежності України. Від банкнот звичайного випуску вона відрізнялася нанесенням на реверсі трафаретним друком спеціальною оптично-змінною фарбою офіційної символіки (айдентики) напису: «30 років Незалежності України». Вийшло 30 тисяч штук банкноти, вона має серії ЯА з номерами 0000001-0030000.
|  |  | Кирило Шевченко | 130 × 69 | Зелений | Іван Франко, святкова айдентика «30 років Незалежності України» | Львівський оперний театр | 2021 | 19 листопада 2021 | В обігу |

#### Пам'ятна банкнота 2023 року
23 лютого 2023 року введена в обіг пам'ятна 20-гривнева банкнота з оригінальним дизайном, присвячена боротьбі України проти російських загарбників та увічненню сили духу українського народу, його стійкості, незламності та героїзму. Вийшло 300 тисяч штук банкноти, вона має серії 0000001-0300000. Автором дизайну став Сергій Мішакін.
Аверс містить: гасла «І НА ОНОВЛЕНІЙ ЗЕМЛІ ВРАГА НЕ БУДЕ…» та «СЛАВА УКРАЇНІ, ГЕРОЯМ СЛАВА...» на переливчастій захисній стрічці; постаті трьох українських військових, які встановлюють Державний Прапор України (фото «Українські воїни підіймають прапор» автора Олександра Смірнова); фрагменти карти України; знак для сліпих; та прапори країн, які підтримують Україну.
Реверс містить: гасло «ПАМ'ЯТАЄМО! НЕ ПРОБАЧИМО! НІКОЛИ!»; стилізовану композицію, що уособлює фізичні страждання та духовні переживання українців в окупації — зв'язані руки за спиною; стилізоване зображення мака; та SPARK-елемент у вигляді клинового листка.
|  |  | Андрій Пишний | 80 × 165 | Синьо-жовтий | Троє українських військових, які встановлюють Державний Прапор України. | Зв'язані руки за спиною. | 2023 | 23 лютого 2023 | В обігу |

## Кількість банкнот в обігу
Станом на 1 липня 2023 року в обігу в Україні перебувало 169,2 млн штук 20-гривневих банкнот, що складає 6,3 % від загальної кількості банкнот всіх номіналів.

## Пам'ятні та ювілейні монети
З 1996 року НБУ випускає пам'ятні та ювілейні 20-гривневі монети у сріблі та біметалі з дорогоцінних металів у якості пруф, або анциркулейтед. Першою такою монетою стала — «Десятинна церква».

### Срібні
Срібні монети мають ідентичні параметри: їхня вага становить 62,2 грами кожна, діаметр — 50 мм. Тираж кожної серії монет становить від 1000 до 15000 штук.
| Назва                                                         | Тираж | Дата випуску      | Аверс | Реверс |
| ------------------------------------------------------------- | ----- | ----------------- | ----- | ------ |
| 10 років незалежності України                                 | 1000  | 20 серпня 2001    |       |        |
| 15 років незалежності України                                 | 7000  | 18 серпня 2006    |       |        |
| 60 років визволення Києва від фашистських загарбників         | 2000  | 27 жовтня 2003    |       |        |
| 60 років Перемоги у Великій Вітчизняній війні 1941—1945 років | 5000  | 28 квітня 2005    |       |        |
| 70 років проголошення Карпатської України                     | 3000  | 20 липня 2009     |       |        |
| 150-річчя діяльності українських залізниць                    | 4000  | 28 жовтня 2011    |       |        |
| 600-річчя Грюнвальдської битви                                | 5000  | 14 липня 2010     |       |        |
| Визвольна війна середини XVII століття                        | 10000 | 25 червня 1998    |       |        |
| Голодомор — геноцид українського народу                       | 10000 | 23 листопада 2007 |       |        |
| Десятинна церква                                              | 5000  | 26 листопада 1996 |       |        |
| За твором Лесі Українки «Лісова пісня»                        | 4000  | 28 лютого 2011    |       |        |
| Зимненський Святогірський Успенський монастир                 | 5000  | 30 червня 2010    |       |        |
| Ігри XXVIII Олімпіади 2004 року                               | 5000  | 7 липня 2004      |       |        |
| Київський контрактовий ярмарок                                | 5000  | 16 жовтня 1997    |       |        |
| Козак Мамай                                                   | 5000  | 23 липня 1997     |       |        |
| Козацький човен                                               | 5000  | 20 грудня 2010    |       |        |
| Літак АН-124 «Руслан»                                         | 5000  | 1 червня 2005     |       |        |
| Літак Ан-225 «Мрія»                                           | 2000  | 30 квітня 2002    |       |        |
| Не вмирає душа наша, не вмирає воля                           | 4000  | 30 січня 2004     |       |        |
| Пересопницьке Євангеліє                                       | 4000  | 30 березня 2011   |       |        |
| Северин Наливайко                                             | 5000  | 26 січня 1998     |       |        |
| Сорочинський ярмарок                                          | 5000  | 17 серпня 2005    |       |        |
| Спаський собор у Чернігові                                    | 5000  | 24 червня 1997    |       |        |
| Тисячоліття монетного карбування в Києві                      | 5000  | 5 листопада 2008  |       |        |
| Українська писанка                                            | 8000  | 16 квітня 2009    |       |        |
| Фінальний турнір чемпіонату Європи з футболу 2012 року        | 15000 | 1 грудня 2011     |       |        |
| Чумацький Шлях                                                | 5000  | 26 жовтня 2007    |       |        |
| Київський князь Володимир Великий                             | 2000  | 24 липня 2015     |       |        |

### Біметалеві з дорогоцінних металів
Біметалеві монети, як і срібні, теж мають ідентичні параметри. Вага кожного виробу становить 14,7 грами при діаметрі 31 мм. Тираж для більшості серій становить 3000 екземплярів.
| Назва                      | Тираж | Дата випуску   | Аверс | Реверс |
| -------------------------- | ----- | -------------- | ----- | ------ |
| Київська Русь              | 2000  | 25 грудня 2001 |       |        |
| Ольвія                     | 3000  | 26 грудня 2000 |       |        |
| Палеоліт                   | 3000  | 20 грудня 2000 |       |        |
| Скіфія                     | 3000  | 30 січня 2001  |       |        |
| Трипілля                   | 3000  | 20 грудня 2000 |       |        |
| Чиста вода — джерело життя | 3000  | 25 травня 2007 |       |        |